# 잉리 옐름세트
잉리 옐름세트(노르웨이어: Ingrid Hjelmseth, 1980년 4월 10일 ~ )는 노르웨이의 여자 축구 선수이다. 포지션은 골키퍼이며, 현재 노르웨이 톱세리엔의 스타베크 포트발 크빈네르에서 활동하고 있다.

## 클럽 경력
옐름세트는 셰텐에서 선수 생활을 시작했다. 1999년부터 2006년까지 트론헤임-외른에서 활동하던 동안에는 트론헤임-외른의 톱세리엔 3회 우승, 노르웨이 여자컵 3회 우승에 기여했다. 2007년에는 아스케르로 이적했지만 2007년 6월에 무릎 부상을 당하면서 한동안 경기에 출전하지 않았다. 아스케르 포트발이 2008년에 파산으로 인해 해체되면서 스타베크에 인수되었고 2009년에는 동료 선수들과 함께 스타베크로 이적하게 된다.

## 국가대표 경력
1998년부터 2002년까지 노르웨이 여자 U-18, U-21 축구 국가대표팀 선수로 활동했다. 2003년에 노르웨이 여자 축구 국가대표팀 선수로 발탁되었으며 2015년 10월 23일에 열린 웨일스와의 UEFA 여자 유로 2017 예선 경기에서 A매치 100경기 출전 기록을 수립했다. 4차례의 UEFA 유럽 여자 축구 선수권 대회(2005년, 2009년, 2013년, 2017년), 3차례의 FIFA 여자 월드컵(2011년, 2015년, 2019년)에 참가했다.
2009년 8월부터 노르웨이 여자 축구 국가대표팀의 주전 골키퍼로 활약했다. 핀란드에서 개최된 UEFA 여자 유로 2009에서는 노르웨이의 준결승전 진출에 기여했고 스웨덴에서 개최된 UEFA 여자 유로 2013에서는 노르웨이의 준우승에 기여했다. 프랑스에서 개최된 2019년 FIFA 여자 월드컵을 끝으로 국가대표팀에서 은퇴했으며 A매치 137경기에 출전했다.

## 수상
SK 트론헤임-외른
- 톱세리엔 3회 우승 (2000, 2001, 2003)
- 노르웨이 여자컵 3회 우승 (1999, 2001, 2002)

스타베크
- 톱세리엔 2회 우승 (2010, 2013)
- 노르웨이 여자컵 3회 우승 (2011, 2012, 2013)

### 국가대표
- UEFA 여자 유로 2005 준우승
- UEFA 여자 유로 2009 4강
- UEFA 여자 유로 2013 준우승

### 개인
- UEFA 여자 유로 2013 베스트 일레븐 선정